# William Watson (botánico)
William Watson (1858-1925) fue un botánico inglés, quien realizó extensas identificaciones y clasificaciones de especies nuevas de las familias Cactaceae y Orchidaceae; y de los géneros Rhododendron y Azalea; teniendo base en el Real Jardín Botánico de Kew, ascendiendo desde jardinero en 1879, luego asistente curador desde 1886 a 1901, hasta ser su curador de 1901 a 1922.

## Algunas publicaciones
- Cactus culture for amateurs: a concise and practical guide to the management of a little understood family of plants

## Honores

### Epónimos
- (Agavaceae) Agave watsonii J.R.Drumm. & C.H.Wright[1]

- La abreviatura «W.Watson» se emplea para indicar a William Watson como autoridad en la descripción y clasificación científica de los vegetales.[2]